# Strada statale 726 Tangenziale di Cesena
La strada statale 726 Tangenziale di Cesena (SS 726), già nuova strada ANAS 230 Secante di Cesena (NSA 230) e ancor prima in parte nuova strada ANAS 230 bis Tangenziale di Cesena (NSA 230 bis) e anche comunemente nota come Secante di Cesena, è una strada statale italiana che assolve al servizio di tangenziale della città di Cesena.

## Percorso

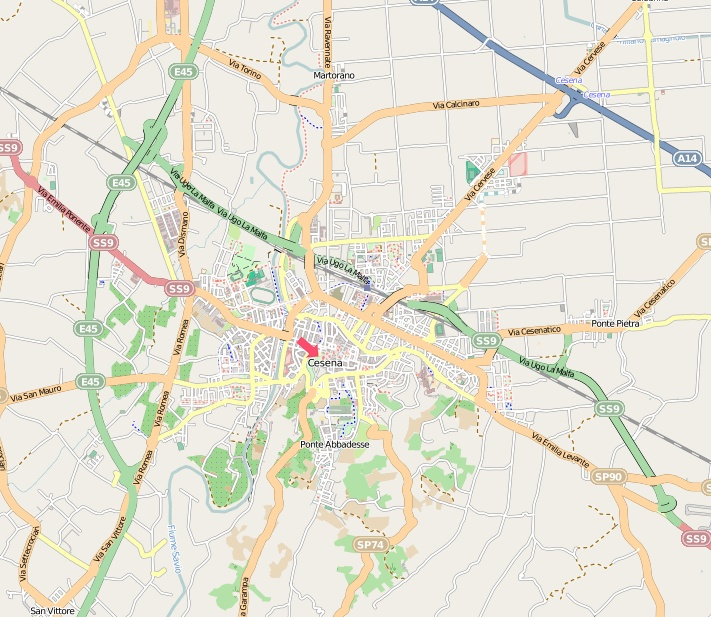
La mappa della Secante (Verde) dal progetto OpenStreetMap.

È costituita da quattro corsie per nove chilometri e mezzo di lunghezza, da Case Missiroli a Torre del Moro, con lo scopo di alleggerire il traffico di attraversamento della città, gravante in precedenza sulla strada statale 9 Via Emilia.
Il progetto ha avuto un costo di quasi 82 milioni di euro, finanziato in gran parte dall'ANAS, con soluzioni tecniche all'avanguardia messe a punto per la prima volta nel paese: la galleria Vigne, lunga 1,6 km, è un tunnel ecologico, in grado di tenere sotto controllo gas e polveri sottili sia all'interno che all'esterno e ha il primato di essere primo tunnel eco-compatibile costruito in Italia (il terzo in Europa).
L'infrastruttura è suddivisa in tre lotti aperti in tre momenti diversi di cui il primo aperto (lotto I) corrisponde al tratto finale dell'arteria dallo svincolo Savio all'innesto sulla strada statale 3 bis Tiberina risale al luglio 1990.
Il successivo tratto a essere inaugurato è il lotto III dallo svincolo Stadio all'innesto sulla strada statale 9 Via Emilia in data 23 febbraio 2004, provvisoriamente denominato nuova strada ANAS 230 bis Tangenziale di Cesena (NSA 230 bis).
Il lotto II invece è stato inaugurato il 13 febbraio 2008.
Con il completamento dell'arteria, la stessa venne provvisoriamente denominata nuova strada ANAS 230 Secante di Cesena (NSA 230) fino alla classificazione definitiva avvenuta nel 2012, col seguente itinerario "Innesto con la S.S. n. 9 (km 22+500) presso Cesena - Innesto con la S.S. n. 3 bis (km 225+445) presso Cesena".

### Tabella percorso
| Tangenziale di Cesena |        |                                                                           |      |           |
| Tipo                  | Numero | Indicazione                                                               | km   | Provincia |
|                       |        | Via Emilia Rimini - Gambettola - Savignano sul Rubicone                   | 22,5 | FC        |
|                       |        | Via Emilia Calisese - Saiano - Z.a. Case Castagnoli                       | 22,7 | FC        |
|                       |        | Area di servizio                                                          | 23,2 | FC        |
|                       |        | ex di Cesena Cervia - Cesenatico - Adriatica - Bologna-Taranto            | 25,0 | FC        |
|                       |        | Area di servizio                                                          | 25,5 | FC        |
|                       |        | Cesena-Stadio Stadio Dino Manuzzi                                         | 26,7 | FC        |
|                       |        | Cesena-Savio Adriatica - Bologna-Taranto                                  | 29,2 | FC        |
|                       |        | Area di servizio                                                          | 30,5 | FC        |
|                       |        | Z.i./Z.a. Torre del Moro Via Emilia                                       | 31,1 | FC        |
|                       |        | Tiberina Ravenna - Bologna-Taranto                                        | 31,5 | FC        |
|                       |        | via San Cristoforo Santa Maria Nuova Spallicci - Z.i./Z.a. Torre del Moro | 32,0 | FC        |

## Galleria d'immagini

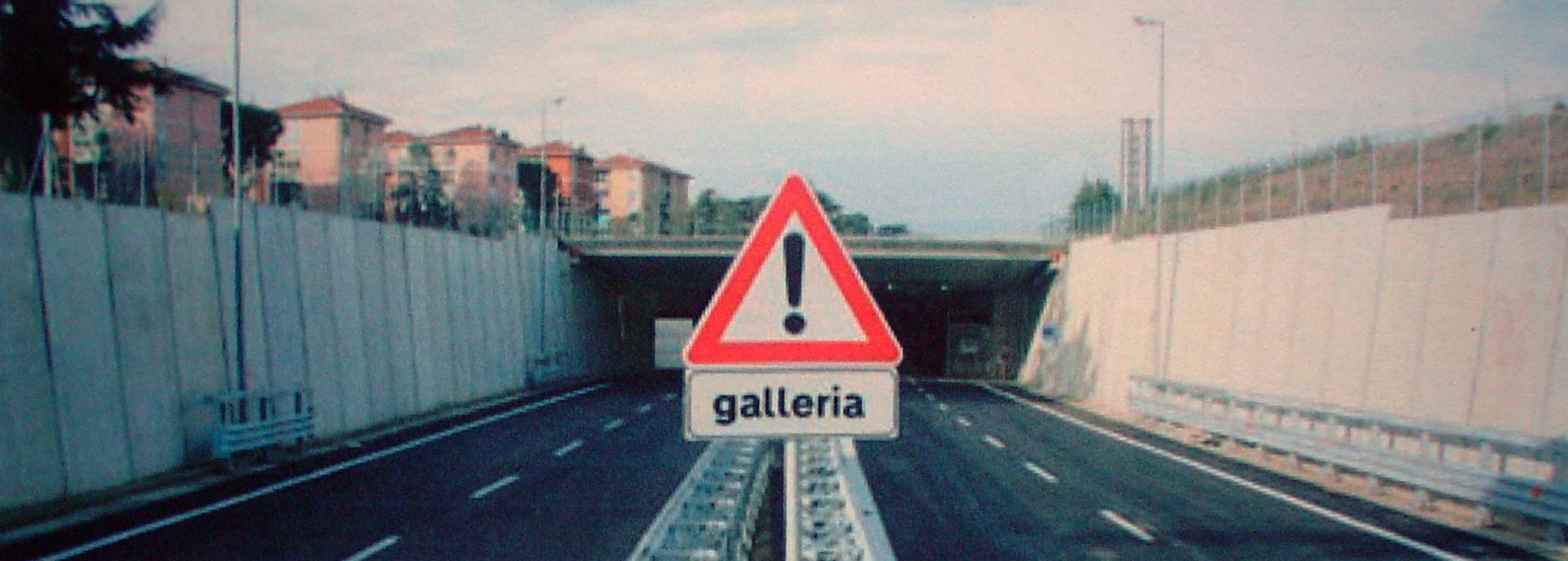
L’ingresso della galleria vista dall’area Montefiore
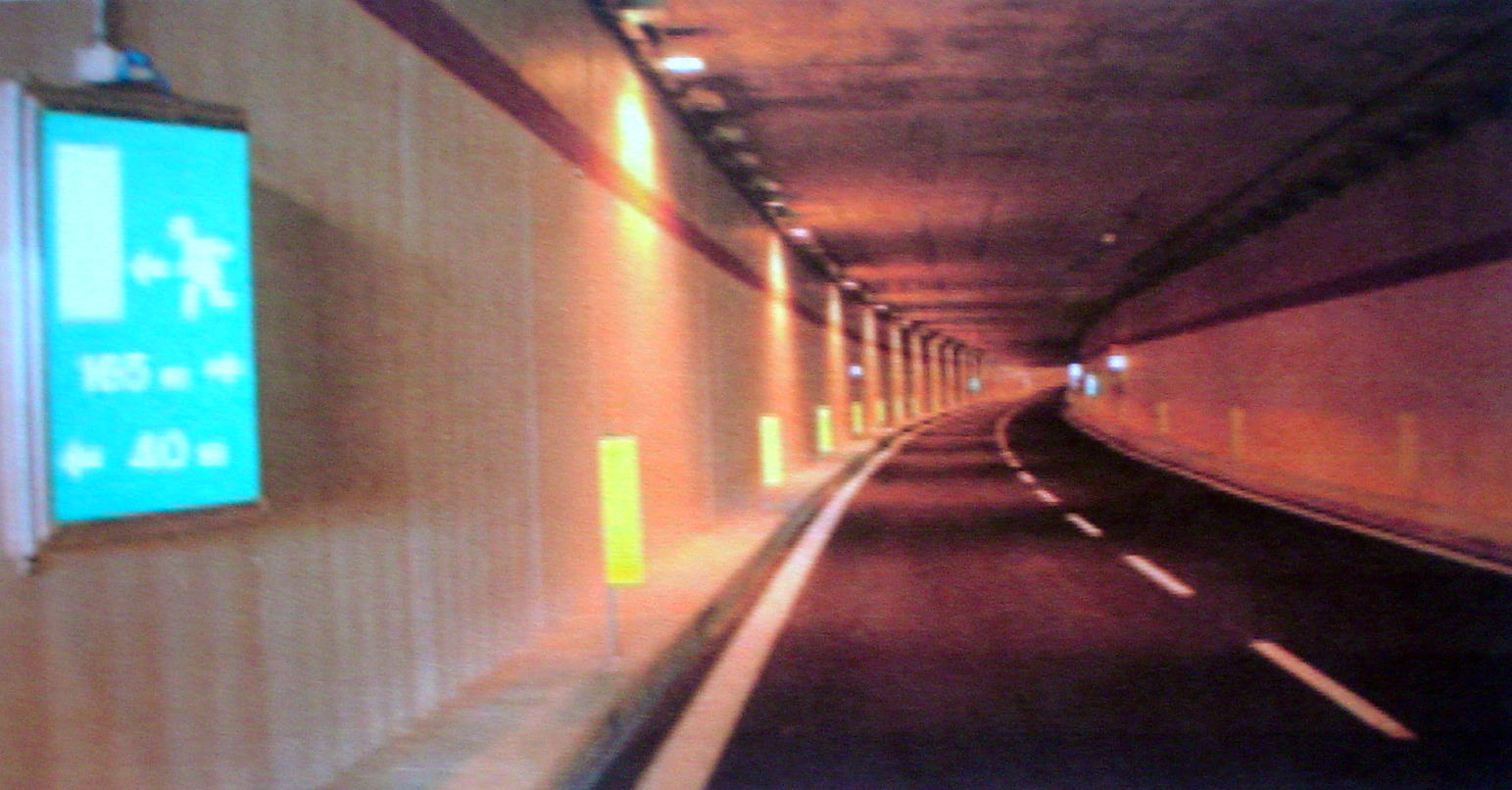
L’illuminazione in galleria è garantita da 571 lampade, installate a 7 metri di distanza l’una dall’altra.
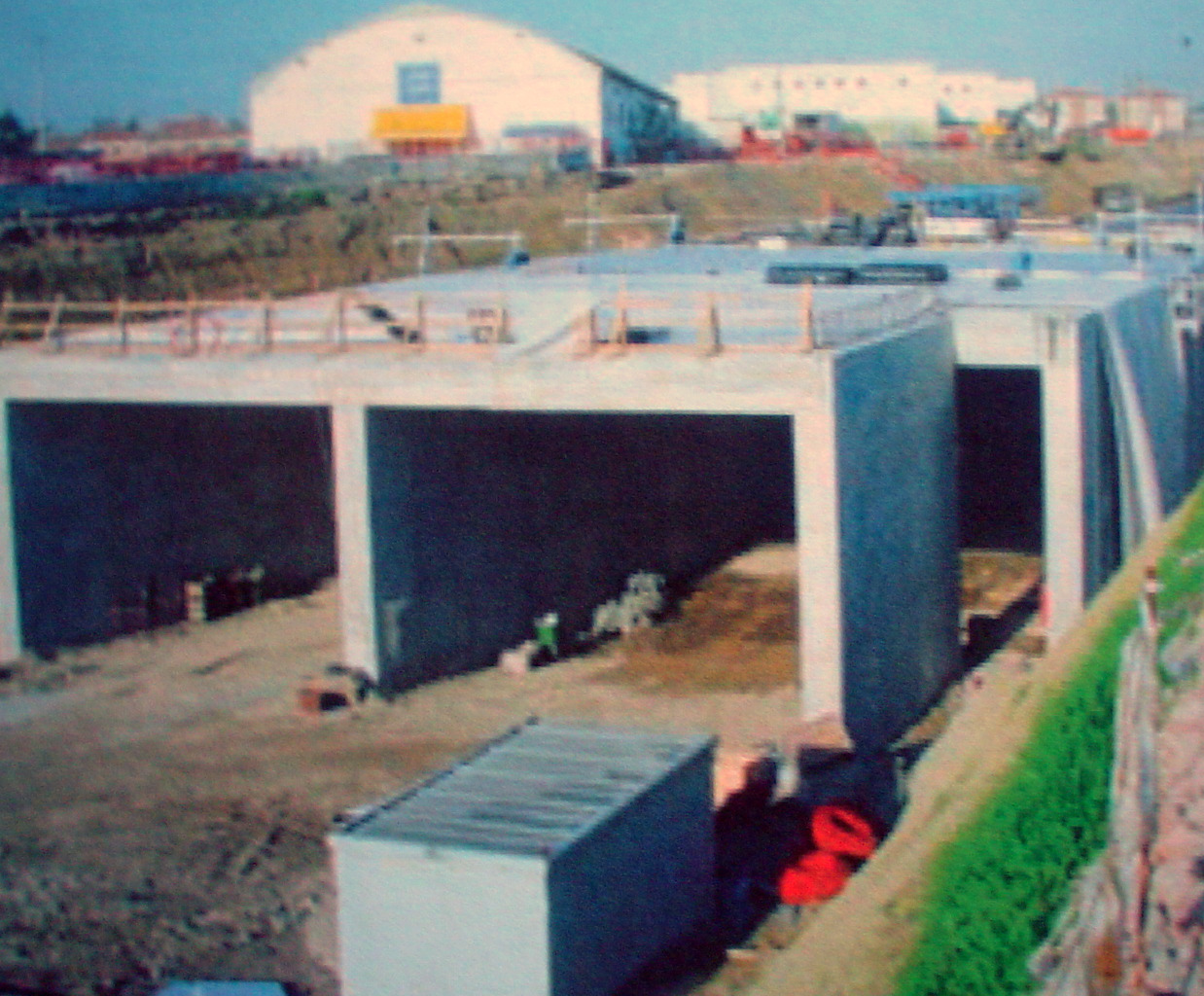
Lavori di costruzione della galleria del 2º lotto
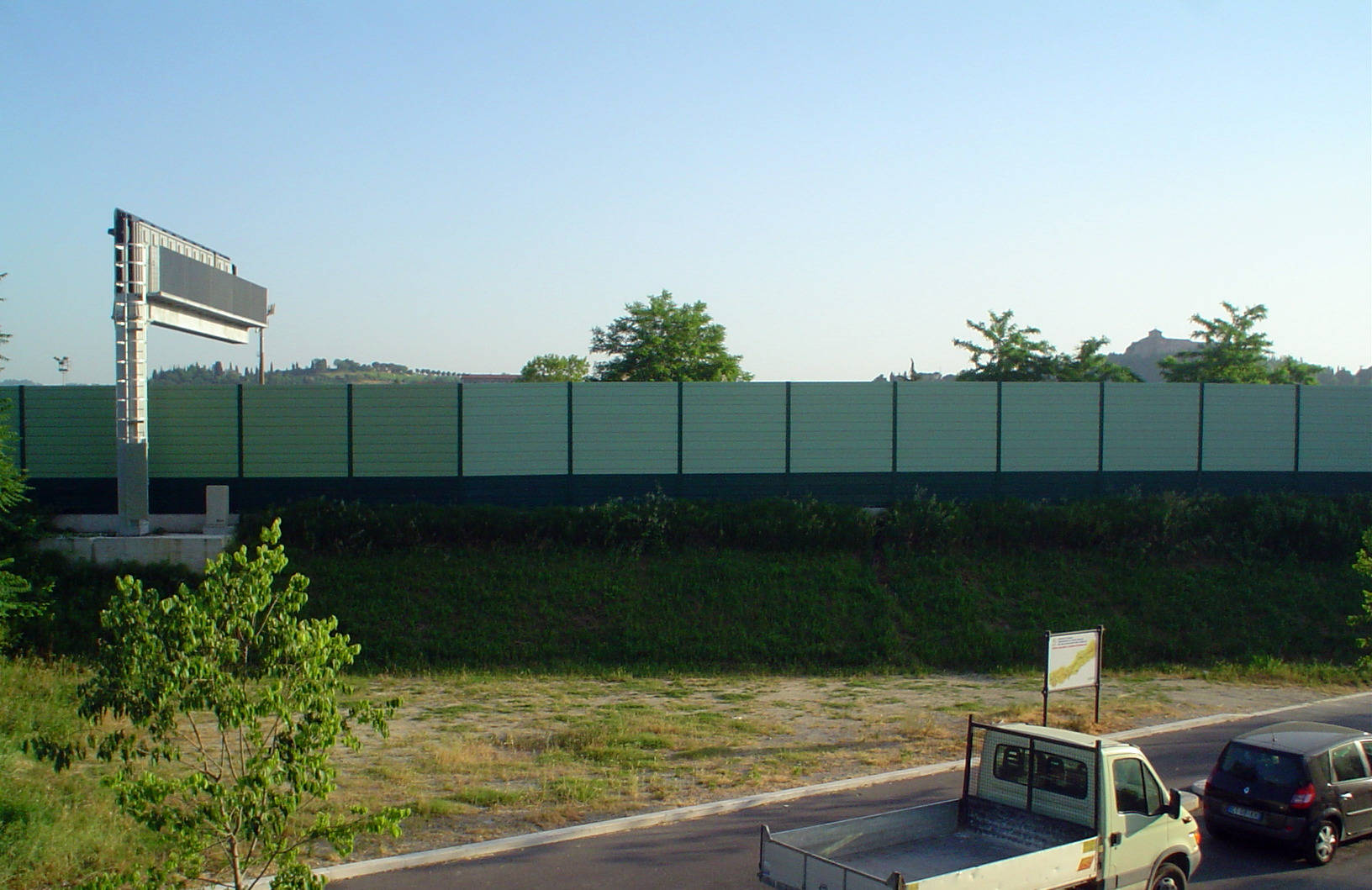
Un tratto della Secante a Case Frini
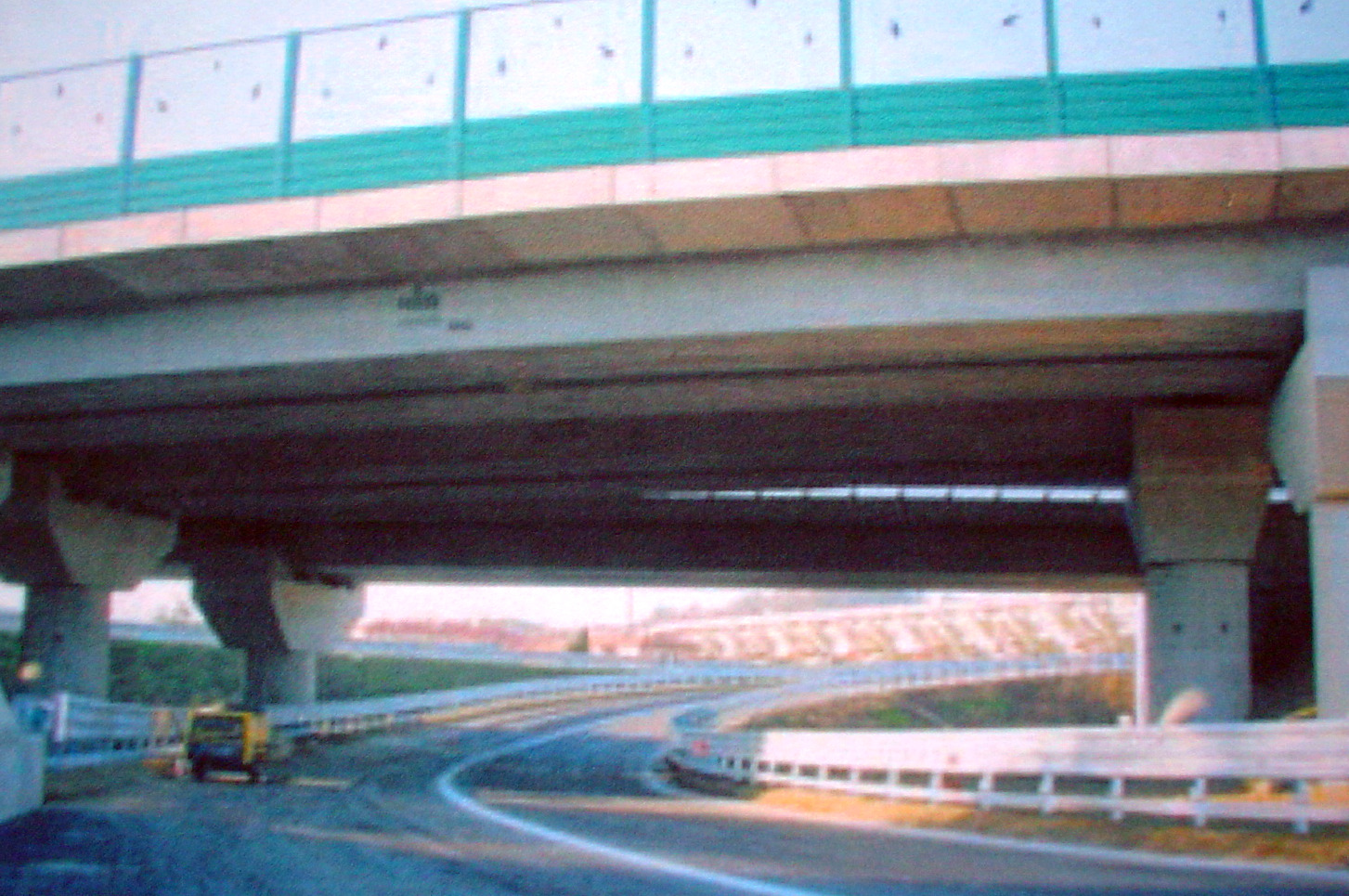
Veduta dello svincolo dello Stadio
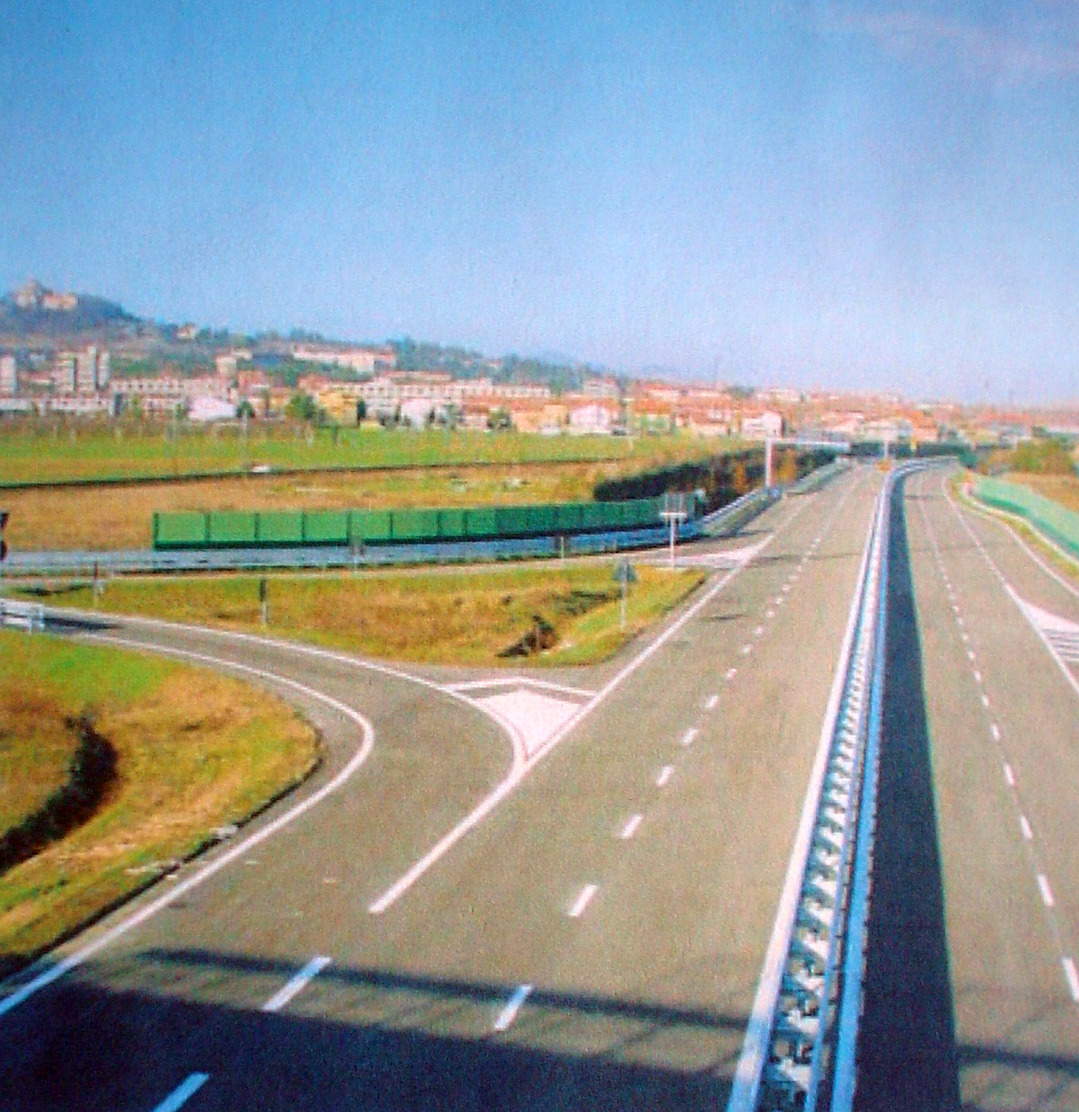
Un tratto della Secante di Cesena
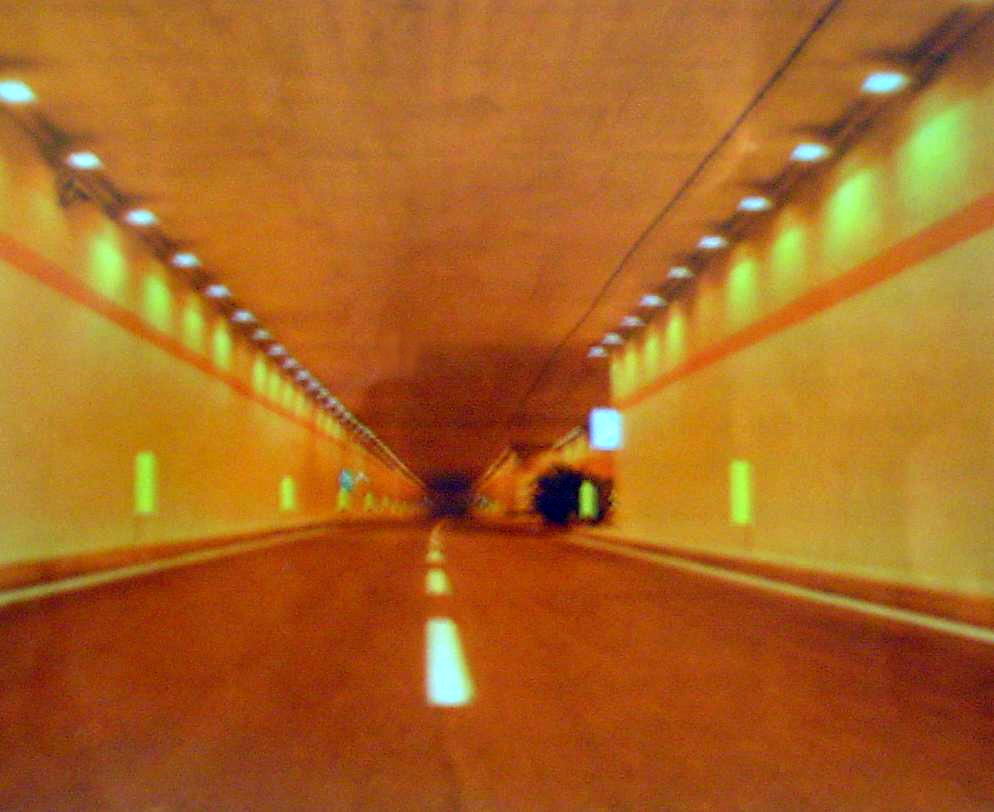
L’interno della galleria Vigne